# Alekseï Fiodorov-Davydov
Pour les articles homonymes, voir Fiodorov.
Alexeï  Fiodorov-Davydov (en russe : Алексей Александрович Фёдоров-Давыдов) (18 mars 1900, Moscou – 6 juillet 1969, village de Vidnoe, Oblast de Moscou) est un historien d'art soviétique, auteur de nombreux livres sur l'histoire de l'art russe et soviétique. Membre correspondant de l'Académie des beaux-arts de l'URSS (depuis 1958), artiste émérite de la République socialiste fédérative soviétique de Russie (depuis 1960).

## Biographie
Alekseï Fiodorov-Davydov est le fils d'Alexandre Fiodorov-Davydov (1875-1936), dessinateur de livres pour enfants et traducteur ayant notamment traduit en russe les contes des frères Grimm (1900) et de Hans Christian Andersen (1907).
De 1919 à 1923, Alekseï Fiodorov-Davydov fait ses études à l'Université de Kazan. Puis, de 1927 à 1931, il enseigne à l'Université d'État de Moscou.
De 1929 à 1934, il travaille à la Galerie Tretiakov comme chef de département d'art nouveau russe En 1931, le département des arts de la seconde moitié du XIXe siècle, dont il avait la direction, voit son nom modifié en « Groupe de l'art de la période du capitalisme », et travaille sur un « nouveau concept historique d'exposition avec l'aide des historiens marxistes dans le contexte de l'histoire de l'art russe sous le marxisme léninisme ». Cependant dans les années 1933—1934, certaines des conceptions de l'« approche sociologique-vulgaire de l'art » sont critiquées. Si bien qu'en 1934, Fiodorov-Davydov doit suspendre son travail à la Galerie Tretiakov.
De 1934 à 1937, il travaille au sein de l'Institut national de la cinématographie. De même de 1943 à 1944.
À partir de 1944, il est professeur à l'Université d'État de Moscou, où il est nommé en 1948 directeur de la section d'histoire et théorie de l'art à la faculté d'histoire. Jusqu'en 1944, c'est Mikhaïl Alpatov qui y était en fonction et de 1944 à 1947 Igor Grabar. Grâce à ses efforts, la chaire qu'il dirigeait devint la chaire d'histoire de l'art russe et soviétique.
De 1948 à 1956, Fiodorov-Davydov dirige la chaire de l'Académie des sciences sociales du Comité central du Parti communiste de l'Union soviétique, parti dont il était membre depuis 1946.
Son fils German Fedorov-Davydov (en) (1931-2000) a également été archéologue et historien, et professeur à l'université Université d'État de Moscou.
Mort le 6 juillet 1969 dans l'oblast de Moscou, Alekseï Fiodorov-Davydov est enterré au cimetière de la Présentation.

## Œuvres
- Art russe du capitalisme industriel (Русское искусство промышленного капитализма) — Moscou, 1929
- Le réalisme dans la peinture russe du XIXe siècle (Реализм в русской живописи XIX века) — Moscou, 1933
- Musée d'art soviétique (Советский художественный музей) — Moscou, 1933
- Vassili Perov (В. Г. Перов) — Moscou, 1934
- Ivan Chichkine (И. Шишкин) — Moscou, Издательство Третьяковской галереи, 1952
- Architecture de Moscou après la guerre de 1812 (Архитектура Москвы после войны 1812 года) — Moscou, Государственное издательство литературы по строительству и архитектуре, 1953
- Paysage russe du XVIIIe au début du XIXe siècle (Русский пейзаж XVIII — начала XIX века) — Moscou, 1953
- Fiodor Alekseev (Фёдор Яковлевич Алексеев) — Moscou, Искусство, 1955
- Fiodor Vassiliev (Ф. А. Васильев (1850—1873)) — Moscou, 1955
- Le paysage soviétique (Советский пейзаж) — Moscou, 1958
- Arkadi Rylov (Аркадий Александрович Рылов) — Moscou, Советский художник, 1959
- Isaac Levitan (И. И. Левитан. Жизнь и творчество (в двух томах)) — Moscou, Искусство, 1966
- Le paysage russe de la fin du XIXe au début du XXe siècle (Русский пейзаж конца XIX — начала XX века) — Moscou, 1974
- Art russe et soviétique (Русское и советское искусство. Статьи и очерки) — Moscou, Искусство, 1975
- Рaysages russes du XVIIIe au XXe siècle (Русский пейзаж XVIII — начала XX века) — Moscou, Советский художник, 1986
- Ilia Répine (Илья Ефимович Репин) — Moscou, Искусство, 1989 (ISBN 5-210-00014-1)